# يوهان جورج ارنست إنغلهارد
يوهان جورج ارنست إنغلهارد (بالألمانية: Johann Georg Ernst Engelhard) (و. 1908 – 1984 م) هو فيزيائي من ألمانيا . ولد في نورنبرغ .
توفي في براونشفايغ ، عن عمر يناهز 76 عاماً.

## جوائز
حصل على جوائز منها:
- وسام الجدارة من الدرجة الأولى صنف الاستحقاق من جمهورية ألمانيا الاتحادية
- وسام الجدارة من الدرجة الأولى صنف الاستحقاق من جمهورية ألمانيا الاتحادية.